# Ronde van Vlaanderen 1921
De 5de editie van de Ronde van Vlaanderen werd verreden op 13 maart 1921 over een afstand van 262 km met start in Gent en aankomst in Gentbrugge. De gemiddelde uursnelheid van de winnaar was 26,380 km/h. Van de 90 vertrekkers bereikten er 32 de aankomst.

## Hellingen
- Tiegemberg
- Kwaremont

## Uitslag
| Rang | Renner               | Land   | Ploeg          | Tijd     |
| ---- | -------------------- | ------ | -------------- | -------- |
| 1    | René Vermandel       | België | geen           | 9.56'    |
| 2    | Jules Vanhevel       | België | Bianchi-Dunlop | z.t.     |
| 3    | Louis Budts          | België | geen           | z.t.     |
| 4    | Albert Dejonghe      | België | geen           | z.t.     |
| 5    | Louis Mottiat        | België | La Sportive    | z.t.     |
| 6    | John Van Ruysseveldt | België | geen           | z.t.     |
| 7    | Oscar Voet           | België | geen           | op 150 m |
| 8    | Arthur Claerhout     | België | geen           | op 2'30" |
| 9    | Adolphe Coppez       | België | geen           | op 5'30" |
| 10   | Jules Masselis       | België | geen           | op 9'25" |

1913 · 
1914 · 
1915 · 
1916 · 
1917 · 
1918 · 
1919 · 
1920 · 
1921 · 
1922 · 
1923 · 
1924 · 
1925 · 
1926 · 
1927 · 
1928 · 
1929 · 
1930 · 
1931 · 
1932 · 
1933 · 
1934 · 
1935 · 
1936 · 
1937 · 
1938 · 
1939 · 
1940 · 
1941 · 
1942 · 
1943 · 
1944 · 
1945 · 
1946 · 
1947 · 
1948 · 
1949 · 
1950 · 
1951 · 
1952 · 
1953 · 
1954 · 
1955 · 
1956 · 
1957 · 
1958 · 
1959 · 
1960 · 
1961 · 
1962 · 
1963 · 
1964 · 
1965 · 
1966 · 
1967 · 
1968 · 
1969 · 
1970 · 
1971 · 
1972 · 
1973 · 
1974 · 
1975 · 
1976 · 
1977 · 
1978 · 
1979 · 
1980 · 
1981 · 
1982 · 
1983 · 
1984 · 
1985 · 
1986 · 
1987 · 
1988 · 
1989 · 
1990 · 
1991 · 
1992 · 
1993 · 
1994 · 
1995 · 
1996 · 
1997 · 
1998 · 
1999 · 
2000 · 
2001 · 
2002 · 
2003 · 
2004 · 
2005 · 
2006 · 
2007 · 
2008 · 
2009 · 
2010 · 
2011 · 
2012 · 
2013 · 
2014 · 
2015 · 
2016 · 
2017 · 
2018 · 
2019 · 
2020 · 
2021 · 
2022 · 
2023 · 
2024
Lijst van beklimmingen